# Манус, Игнатий Порфирьевич
Игна́тий Порфи́рьевич Ма́нус (до крещения — Игнац Иосифович Манус; 1860, Бендеры, Бессарабская область — 1918, Петроград) — русский финансист, промышленник, банкир и биржевой деятель, экономист и публицист, купец первой гильдии (1901), действительный статский советник (1915), коммерции советник (1916).

## Биография
Родился в Бендерах Бессарабской области как Срул (Израиль) Иосифович Манус, сын аккерманского мещанина Иосифа Лейзеровича Мануса (1833—?). Позже семья жила в Аккермане. Учился в гимназии в Одессе. С начала 1880-х годов работал финансовым агентом правления Сызранско-Моршанской, затем Самаро-Оренбургской и Козлово-Воронежско-Ростовской железных дорог. С начала 1890-х годов служил заведующим финансово-хозяйственной частью правления Царскосельской железной дороги и в канцелярии градоначальника Петербурга. Был членом правления Общества Московско-Виндаво-Рыбинской железной дороги (в 1912 году — пятый член правления по числу акций). Купец 2-й гильдии (1898) и 1-й гильдии (1901).
Со времени своего переезда в Санкт-Петербург занимался биржевыми операциями, был членом правления Банкирской конторы, специально созданной для биржевых операций и стал одной из крупнейших фигур на фондовом рынке Петербурга. В 1912 году избран в действительные члены совета Фондового отдела биржи, но не утверждён министерством финансов. С 1907 года И. П. Манус был крупным пайщиком Товарищества Петербургского вагоностроительного завода, с 1913 года член его правления; участвовал в создании объединённого Товарищества вагоностроительных заводов «Феникс», был назначен директором его правления. Владел значительным пакетом акций Российского золотопромышленного товарищества, Бакинского нефтяного общества, Общества железоделательных, сталелитейных и механических заводов Сормово.
В 1914—1918 годах — председатель правления Российского транспортного и страхового общества (второй по числу акций), с 1915 года также его директор-распорядитель. Сыграл существенную роль в расширении торговых отношений с США, заключил соглашение с промышленной и банковской компанией «Чарльз Б. Ричард и Ко», став её представителем в России, руководил созданием Русского комитета по торговле с Египтом. Был также крупным акционером Общества Юго-Восточных железных дорог (с 1916 года входил в совет директоров), занимался биржевой торговлей от Петроградского международного коммерческого банка, был кандидатом в директора его правления. В 1917 году владел 13,6 тысячами (17,2 % от общего выпуска) акций этого банка. Владел акциями обществ Владикавказской, Подольской, Северо-Донецкой и Троицкой железных дорог, Русского торгово-промышленного банка, был членом совета Сибирского торгового банка. Был одним из основателей Южного банка в Одессе (с младшим братом Авраамом) и Банка взаимного кредитования землевладельцев Бендерского уезда («банк Мануса») в Бендерах (с младшим братом Маней).
4 июля 1918 года по личному распоряжению Г. И. Бокия и по материалам Центральной уголовной следственной комиссии Наркомюста арестован петроградским ЧК «по подозрению в нарушении декрета о сделках с акциями и другими ценными бумагами», во время дознания обвинён также в «попытке подкупа должностных лиц с целью освобождения». 30 октября 1918 года приговорён к расстрелу с конфискацией имущества.

## Благотворительность
Занимался благотворительностью, в 1896—1897 годах состоял в Железнодорожном обществе потребителей, был членом его ревизионной комиссии, в 1900 году был членом правления, впоследствии директором Дома трудолюбия для детей подростков Галерной гавани, членом-соревнователем Императорского человеколюбивого общества. Активно публиковался в ряде столичных газет по экономическим вопросам, биржевой и банковской деятельности, промышленного производства и на музыкальные темы; был ранним поборником несостоявшегося тогда строительства московского метрополитена. Вёл финансовый отдел в журнале «Гражданин», сотрудничал в журналах «Экономист России» и «Новый экономист», газете «Биржевые ведомости», в том числе под различными псевдонимами (Зелёный, Homo). Выпустил сборник своих статей за 1902—1905 годы «Политические, экономические и финансовые вопросы последнего времени». 19 августа 1915 года Николай II пожаловал И. П. Манусу в порядке ст. 292 Уст. Служб. Прав., издания 1896 года, гражданский чин IV класса с возведением в потомственное дворянство «за заслуги перед отечественной промышленностью» и «благотворительную деятельность в Российском обществе покровительства животным». Так, он на протяжении 30 лет пожертвовал более 200 тыс. руб. на Дом трудолюбия в Гавани, французскому благотворительному обществу (2 тыс. руб.), на постройку православного храма на Боровой (5 тыс. руб.), в пользу Общества покровительства животных (5 тыс. руб.), в пользу санатория в Лесном (5 тыс. руб.).

## Арест
Обстоятельства ареста И. П. Мануса описываются историком И. С. Ратьковским следующим образом. Поскольку по условиям Брестского мира Советская Россия должна была оплачивать золотом предъявляемые Германией русские ценные бумаги, немецкая разведка через своих агентов начала скупать обесцененные после национализации акции предприятий, чтобы затем предъявить их к оплате золотом. 1 июля 1918 года глава Центральной уголовной следственной комиссии Наркомюста Орлинский сообщил ВЧК об афере члена правления «Русского для внешней торговли банка» А. Ю. Доброго, который через своё отделение в Киеве собрал 50 млн руб., чтобы скупать «большие ценности, принадлежащие русскому народу». Орлинский указал на связь Доброго с директором этого же банка М. А. Криличевским, который уже продал иностранцам Александровское Корюковское товарищество сахарных заводов и Южно-Русское металлургическое общество. Манус обвинялся в укрывании капиталов предприятий и обществ, переводе в разные места аннулированных акций и действительных ценных бумаг, вывозя их из своего кабинета по вечерам тайком. Конторщик Российского транспортного страхового общества Н. П. Тулупов сообщал: «Игнатий Порфирьевич Манус, или „его превосходительство“, как он любит, чтобы его величали, занят в данное время такими делишками, что прямо поражаешься. Больше всего заботит его скупка акций других предприятий и обществ, по всему видно, что готовит крупную махинацию. Манус работает тонко, неопытный человек не разберется в его плутнях, а наш комитет служащих идет у него на поводу, тем более что председателем комитета является барон Врангель».
Манус был арестован в Петрограде 4 июля 1918 года, накануне намеченной для передачи акций встречи с прибывшим из Берлина для встреч с держателями акций национализируемых предприятий спекулянтом с дипломатическим германским паспортом Кюном. Дело Мануса вёл глава Петроградской ЧК М. С. Урицкий, отклонивший многочисленные ходатайства об освобождении Мануса (в том числе со стороны германского консула в Петрограде Брейтера и большевика Раковского). Это стало, по конспирологическому утвержению И. С. Ратьковского, одной из возможных причин убийства Урицкого 30 августа 1918 года.

## Семья
- Брат — Авраам Иосифович Манус (Абрам Иосифович Манис, 1866—?), врач, преподаватель Николаевского 2-го училища и сооснователь (вместе с братом) Южного банка в Одессе (1916), надворный советник[6].
- Жена — Клара Абрамовна Манус[7], после расстрела мужа эмигрировала за границу.

## Книги
- И. П. Манус. Политические, экономические и финансовые вопросы последнего времени. СПб: Типо-литография «Энергия», 1905. — 211 с.

## В культуре
- В картине «Агония» (1981) роль Игнатия Мануса исполнил актёр Павел Панков.